# La tierra desprevenida
La tierra desprevenida es una novela de ciencia ficción de Orson Scott Card y Aaron Johnston. Es el primer libro de la trilogía precuela de El juego de Ender cuyo siguiente libro es La tierra en llamas. La novela se desarrolla antes del nacimiento de Ender Wiggin y cuenta la historia de la Primera Guerra Fórmica con los insectores.[3]

## Personajes
- Víctor Delgado, un joven mecánico de gran talento quien junto con su padre y su joven aprendiz, mantienen funcionando la Cavadora.
- José Manuel alias "Mono", primo y aprendiz de Víctor Delgado en la nave Cavadora. Con la edad de 9 años posee mucho entusiasmo y talento para las reparaciones de la nave.
- Concepción Querales, capitana de la Cavadora.
- Marco, padre de Mono y tío de Víctor Delgado. Jefe de Perforación en la Cavadora.
- Lem Jukes, hijo del magnate de la minería Ukko Jukes y capitán del Makarhu, un navío minero de la Corporación Jukes. Su nombre real es Lemminkainen Joukahainen, por tal motivo se le proporcionó el acto nimio de "Lum Jukes".
- Capitán Witt Clinton O'Toole, comandante de la Policía Móvil Operativa (POM).
- Teniente Mazer Rackham. Soldado maorí. Teniente en la NZSAS (Servicio Aéreo Especial de Nueva Zelanda).
- Janda (Alejandra), tripulante de la nave minera La Cavadora.
- Isabella, mujer chilena meneada (que no provenía de la Cavadora) Actualmente tripulante de la Cavadora. Esposa del primo segundo de la madre de Victor Delgado: Ruth Delgado. Era íntima amiga de Janda.
- Edimar. Hermana de catorce años de Janda. Era aprendiz de oteadora y observaba el movimiento en el espacio: cometas, asteroides, todo lo que pudiera suponer una amenaza de colisión para la nave)
- Chubs. Oficial en Jefe de la nave Makarhu.
- Dreo. Oficial en la nave la Cavadora.
- Selmo. Tío de Victor Delgado. Segundo al mando en la nave la Cavadora.
- Toron. Padre de Edimar y Janda. Oteador en Jefe de la nave la Cavadora.
- Staggar. Capataz en el gigantesco almacén de la Estación de Pesaje Cuatro.
- Doashang. Capitán en la corporación WU-HU. Su nave es de la mitad del tamaño que la Cavadora considerada clase D.